# Unghiul infrasternal
Apertura toracică inferioară este delimitată posterior de a douăsprezecea vertebră toracică, postero-lateral și lateral de coastele a unsprezecea și a douăsprezecea și anterior de cartilajele coastelor a zecea, a noua, a opta și a șaptea, care ascensionează pe fiecare parte și formează un unghi infrasternal sau unghi subcostal, în apexul căruia se află procesul xifoid
Graviditatea face ca unghiul să crească de la 68° la 103°.